# Mannbarkeit

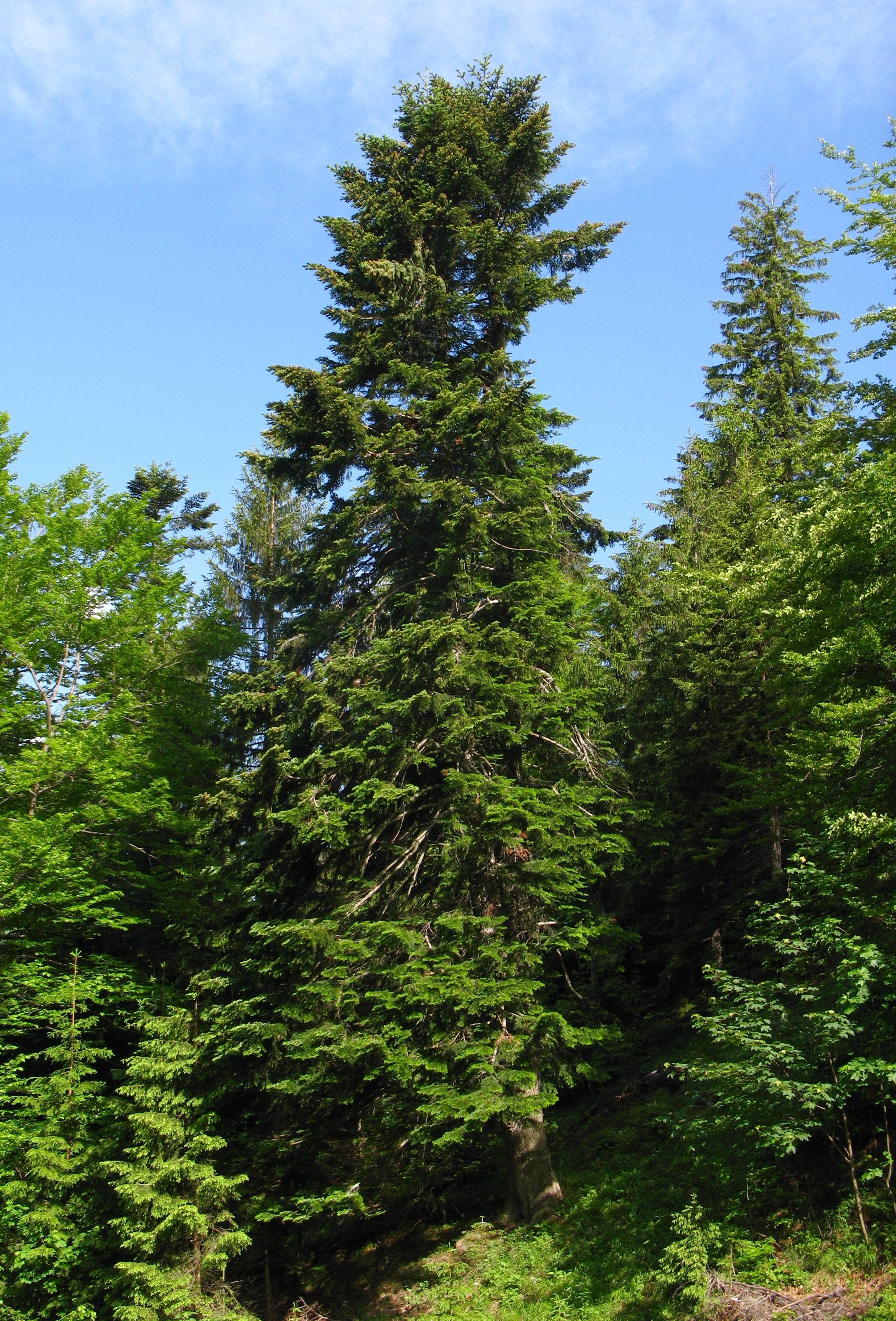
Die Weiß-Tanne erreicht die Mannbarkeit im Bestand nach 50 bis 80 Jahren, freistehend schon eher

Mannbarkeit bezeichnet in der Botanik und der Forstwissenschaft die Fähigkeit von Bäumen, Früchte zu bilden (Fruktifikation). Der Beginn der Mannbarkeit ist artspezifisch und hängt von ökologischen Faktoren ab. Nach Erreichen der Mannbarkeit fruktifizieren großfrüchtige Bäume in mehrjährigen Abständen in sogenannten Mastjahren, auch Samenjahre genannt. Die untenstehende Tabelle listet das durchschnittliche Mannbarkeitsalter einiger Baumarten in Jahren auf.
| Baumart                            | im Bestand | im Freistand |
| ---------------------------------- | ---------- | ------------ |
| Weiß-Tanne (Abies alba)            | 60–80      | 50–60        |
| Hänge-Birke (Betula pendula)       | 20–30      | 10–15        |
| Rotbuche (Fagus sylvatica)         | 50–80      | 40–50        |
| Gemeine Esche (Fraxinus excelsior) | 30–50      | 20–25        |
| Waldkiefer (Pinus sylvestris)      | 30–50      | 15–30        |
| Espe (Populus tremula)             | etwa 10    | unter 10     |
| Stieleiche (Quercus robur)         | 50–80      | 40–50        |